# セヴァン湖

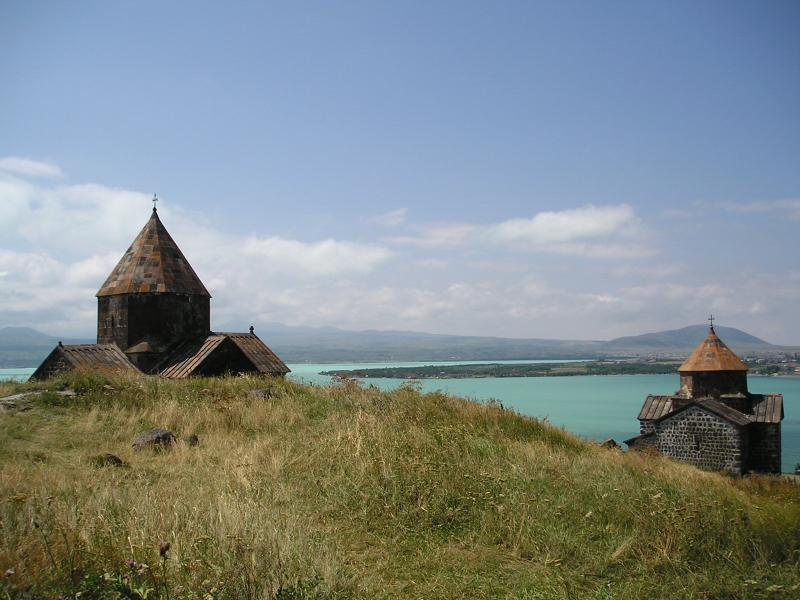
セヴァナヴァンク教会とセヴァン湖

セヴァン湖（Sevan、アルメニア語: Սևանա լիճ、アゼルバイジャン語: Göyçə gölü、トルコ語: Gökçe Gölü、ペルシア語: گوگچه تنگیز、ロシア語: Севан）はアルメニア・ゲガルクニク地方にある湖。アルメニア最大の湖で、大規模な湖としては世界で最も高地にあるものの一つ（海抜約1900m）。
一部の水のみ北西のフラズダン川へ流出し、これはクラ川に流入してカスピ海へ注ぐが、乾燥地帯にあるため90%の水は直接蒸発している。ソ連時代にはフラズダン川を通して灌漑に大量使用されたため、水量が大幅に減ってしまった。面積は1949年に1360km2だったが、2005年には940km2となっている。
アルメニアセグロカモメなどの水鳥の繁殖地であり、1993年にラムサール条約登録地となった。湖中に生息する魚類はセヴァンマス、ホワイトフィッシュが知られており、外来生物として キンギョが入り込んでいる。
水位の低下により、セヴァナヴァンク教会のあるかつてのセヴァン島は、現在半島になっている。

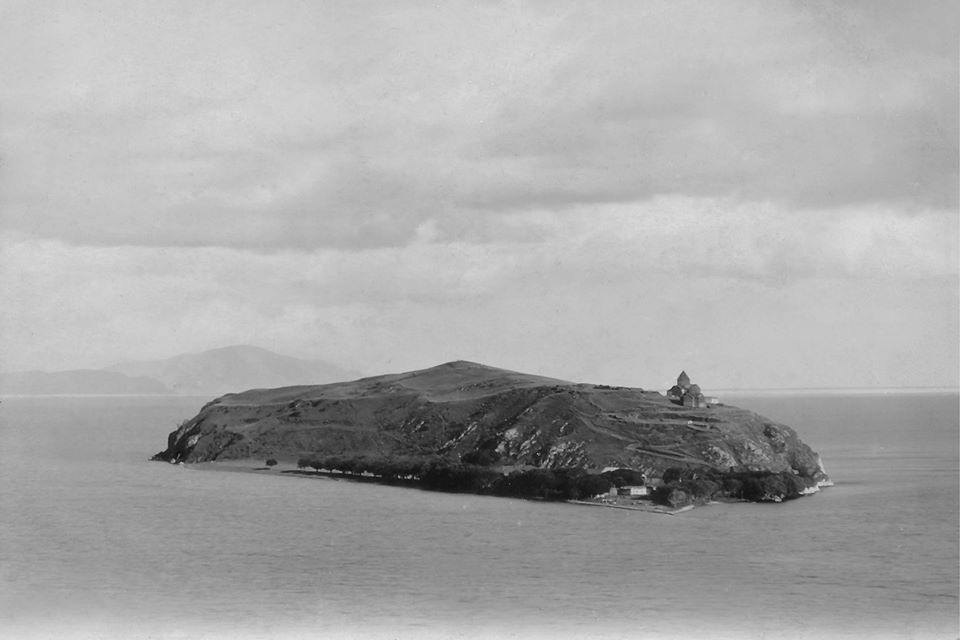
セヴァン島（1940年代またはそれ以前）
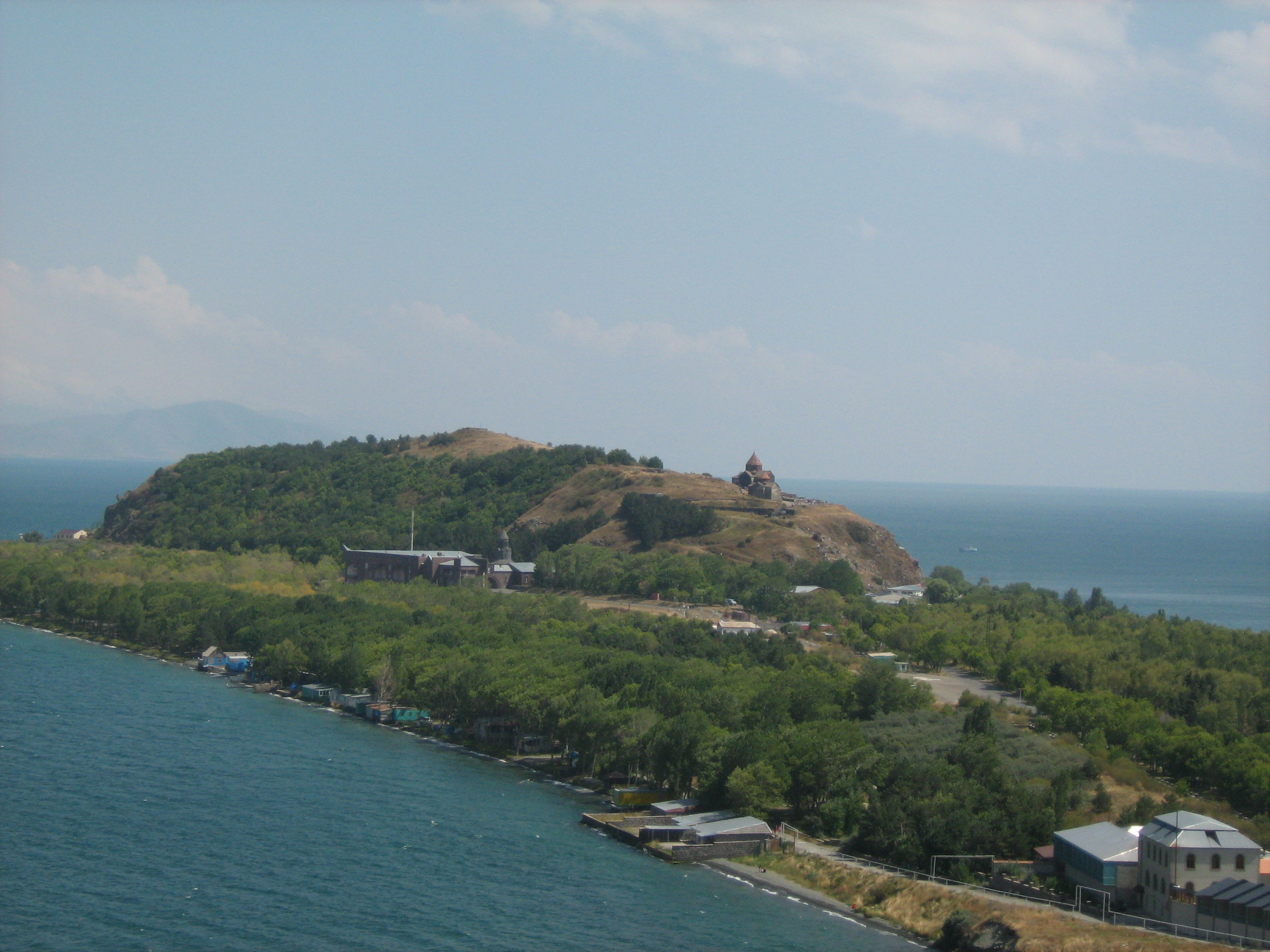
かつてのセヴァン島（現在は半島、2012年）